# Fadet maghrébin
Coenonympha arcanioides
Espèce
Le Fadet maghrébin (Coenonympha arcanioides) est un papillon appartenant à la famille des Nymphalidae, à la sous-famille des Satyrinae et au genre  Coenonympha.

## Dénomination
Coenonympha arcanioides a été nommé par Alexandre Pierreten 1837.
Synonymes :Satyrus arcanioides Pierret, 1837.

### Formes et variétés
- Coenonympha arcanioides f. major ; Seitz, 1908; présent en Algérie et au Maroc.
- Coenonympha arcanioides gen. aest. holli ; Oberthür, 1910;  présent en Algérie.
- Coenonympha arcanioides ab. biocellata ;  Oberthür, 1910;  présent en Algérie.
- Coenonympha arcanioides f. pluriocellata ; Stetter-Stättermayer, 1933;  présent à Bône en Algérie.
- Coenonympha arcanioides f. inocellata ; Stetter-Stättermayer, 1933; ; présent à Bône en Algérie.
- Coenonympha arcanioides f. obliterata ; Stetter-Stättermayer, 1933; ; présent à Bône en Algérie.
- Coenonympha arcanioides f. nigro-ocellata ; Stetter-Stättermayer, 1933; présent à Bône en Algérie[1].

### Noms vernaculaires
Le Fadet maghrébin se nomme Moroccan Pearly Heath en anglais.

## Description
Le Fadet maghrébin  présente un dessus de couleur orange bordé de marron clair pour les antérieures avec un ocelle marron aveugle à l'apex, alors que les postérieures sont de couleur marron clair  .
Le revers des antérieures est semblable, orange avec un gros ocelle noir pupillé de blanc cerné de jaune orangé à l'apex. Les postérieures ont une bande postmédiane blanc crème irrégulière caractéristique doublée d'une ligne d'ocelles vestigiaux.

## Biologie

### Période de vol et hivernation
Il vole en plusieurs générations, d'avril à septembre.

### Plantes hôtes
Les plantes hôtes de sa chenille seraient diverses graminées.

## Écologie et distribution
Il est présent en Afrique du Nord au Maroc, en Algérie et en Tunisie,.

### Biotope
Il réside dans des lieux broussailleux.